# أدولفو إيبانيز
أدولفو إيبانيز هو محامي وقاضي ودبلوماسي وسياسي تشيلي، ولد في 28 نوفمبر 1827 في سانتياغو في تشيلي، وتوفي بنفس المكان في 12 أغسطس 1898. نشط حزبياً في Liberal Party (Chile, 1849) ‏. وقد انتخب وزير الداخلية ‏ (21 يناير 1890 – 30 مايو 1890) وانتخب عضو مجلس الشيوخ التشيلي ‏.